# 新維克托里夫卡 (多布羅韋利奇基夫卡區)
48°17′35″N 31°10′3″E / 48.29306°N 31.16750°E
新維克托里夫卡（烏克蘭語：Нововікторівка），是烏克蘭中部的村莊，隸屬基洛夫格勒州的新烏克蘭卡區。該村始建於1865年，面積1.37平方公里，海拔高度173米，2001年人口231，人口密度每平方公里168.6人。